# ブラームス国際コンクール
ブラームス国際コンクール（ブラームスこくさいコンクール、ドイツ語: Internationaler Johannes Brahms Wettbewerb 英語: International Johannes Brahms Competition）は、ドイツの生んだ作曲家のヨハネス・ブラームスを記念した国際コンクールであり、ヨーロッパで権威のあるコンクールの一つである。正式名称はヨハネス・ブラームス国際コンクール。

## 概要
ブラームスが避暑地として利用し、交響曲第2番やヴァイオリン協奏曲等の名作を書き残したオーストリアのヴェルター湖畔の街ペルチャッハで、9月上旬に1週間強にわたって開催される。
ピアノ、ヴァイオリン、チェロ、ヴィオラ、声楽、室内楽の6部門があり、審査員は世界の巨匠が名を連ねる。
課題曲は全ての部門を通して、予選または本選のステージにおいてブラームスの作品の演奏が義務付けられている。
ヴァイオリン部門優勝は有希・マヌエラ・ヤンケ(2002年)、中村太地 （2017年）。また6部門中取り分け欧州で登竜門として注目度の高いチェロ部門は、伊藤悠貴（同部門日本人初第1位・2010年）、上野通明（第1位・2014年）、ヴァルダイ・イシュトヴァン（Vardai Istvan：第1位・2006年）、ガブリエル・シュヴァーベ（Gabriel Schwabe：第2位・2005年）、アレクセイ・ジーリン（Alexey Zhilin：第3位・2010年）をはじめ、当コンクール入賞を期にその後のキャリアを発展させている若手チェリストを輩出している。ヴィオラ部門では大野若菜が2011年（第18回）に日本人初優勝、2016年にNHK音楽番組「クラシック倶楽部」全国放映で話題を呼んだエイドリアン・ラ・マルカは、2009年（第16回）に入選している。ピアノ部門では2017年に浜野与志男（第80回日本音楽コンクール優勝）がセミファイナリストとなり、特別賞を受賞している。

## 特徴
他の国際コンクールに無い特徴として、審査の透明性が挙げられる。
一次予選の時より、一人ずつ演奏が終わった後に審査員全員が技術点と芸術点と2種類の点の書かれた札を公表し、その場で誰に何点付いたのかが分かる仕組みになっている。

## 過去の日本人入賞者
第1回
＜2重奏部門＞ 第2位（1位なし）柳瀬洋（クラリネット）/田中美江（ピアノ）
第8回
＜ヴィオラ部門＞ 第3位 Mihoko KUSAMA
＜ピアノ部門＞ 第1位 大西真理子
＜声楽部門＞ 第3位 Nozomi MINESHIMA
＜室内楽部門＞ 第3位 YOSHIZAWA/HEDENBORG
第9回
＜バイオリン部門＞ 第1位 有希・マヌエラ・ヤンケ
＜ピアノ部門＞ 第2位 今川裕代
第10回
＜ピアノ部門＞ 第2位 大藪祐歌
＜声楽部門＞ 第2位 Akiko HAYASHIDA
＜室内楽部門＞ 第1位 PARZ/福永麻里
第12回
＜ピアノ部門＞ 第2位 Shiyo MATSUURA
第13回
＜ヴィオラ部門＞ 第2位 Mariko HARA
＜ピアノ部門＞ 第2位 Nobue ITO
＜声楽部門＞ 第3位 Noriko YAMAZAKI
第14回
＜チェロ部門＞ 第2位 荒井結
＜ヴィオラ部門＞ 第2位 小熊佐絵子
第16回
＜ピアノ部門＞ 第3位 斎藤龍
第17回
＜チェロ部門＞ 第1位 伊藤悠貴
＜ピアノ部門＞ 第1位 結城奈央
第18回
＜ヴィオラ部門＞ 第1位 大野若菜
＜ピアノ部門＞ 第2位 小蔦寛二、第3位 山口友由実
第19回
＜ピアノ部門＞ 第1位 佐藤麻理、第2位 黒田佳奈子
第20回
＜ピアノ部門＞ 第1位 木下敦子、第3位 渋田麻里
第21回
＜チェロ部門＞ 第1位 上野通明
＜ヴィオラ部門＞ 第2位 戸川ひより
＜ピアノ部門＞ 第2位 中山瞳
第22回
＜ピアノ部門＞ 第1位 安藤真野
＜バイオリン部門＞ 第3位 中村太地
第23回
＜室内楽部門＞ 第1位 油井香澄/パク・スーヒョン（韓国）
第24回
＜バイオリン部門＞ 第1位 中村太地
＜ピアノ部門＞ 第2位 神足麻由
第25回
＜バイオリン部門＞ 第2位 西山舞音
＜ピアノ部門＞ 第2位 河尻広之
第26回
＜ピアノ部門＞ 第1位 三原未紗子、第2位 尾島紫穂、第3位 石井楓子
第27回
＜ヴィオラ部門＞ 第1位 近衞剛大、第2位 有冨萌々子、第3位 湯浅江美子
＜声楽部門＞ 第1位 森野美咲
＜最優秀伴奏者賞＞ 木口雄人
第28回
＜室内楽部門＞ 第2位 Duo Minerva（三井静・大淵真悠子）